# Безбоков, Владимир Михайлович
Влади́мир Миха́йлович Безбо́ков (14 июня 1922, Аткарск, Саратовская губерния — 3 августа 2000, Иркутск) — советский военачальник, участник Великой Отечественной войны, генерал-полковник авиации (1984). Герой Советского Союза (29.06.1945).

## Биография
Родился 14 июня 1922 года в городе Аткарск Саратовской губернии. Русский. Из 10-го класса средней школы ушёл в аэроклуб.
С марта 1940 года служил в Красной Армии, поступил в военное авиационное училище. В Великой Отечественной войне участвовал с её начала и до победы над Германией. Сражался в составе 4-го гвардейского бомбардировочного авиационного корпуса 18-й Воздушной армии, выполняя боевые задания в интересах Северо-Западного, Западного, Сталинградского, Северо-Кавказского, Ленинградского, Воронежского, 2-го Украинского и других фронтов. Активное участие принимал в обороне Москвы, Ленинграда, Сталинграда, Курской битве, освобождении Румынии, Венгрии и Чехословакии.
Выполняя задания командования, Безбоков участвовал в нанесении бомбардировочных ударов по военным объектам противника в городах Хельсинки, Будапеште, Варшаве, Таллине, Котке, Турку и других крупных населённых пунктах.
Звание Героя Советского Союза с вручением ордена Ленина и медали «Золотая Звезда» Владимиру Михайловичу Безбокову присвоено 29 июня 1945 года за 259 успешных боевых вылетов на бомбардировку важных объектов в тылу противника и проявленные при этом доблесть и мужество.
После победы над Германией авиаподразделение, в составе которого проходил службу Безбоков, было переброшено на Дальний Восток, где в августе 1945 года оно принимало участие в войне с Японией.
В сентябре 1945 года В. М. Безбоков был направлен на должность заместителя командира 200-го гвардейского авиаполка в город Борисполь на Украине.
С 1950 по 1953 годы служил старшим инспектором-лётчиком дальней авиации. После окончания Военно-воздушной академии (1953—1956) полковник В. М. Безбоков был назначен командиром авиаполка дальней авиации. С 1958 по 1960 годы он являлся заместителем командира авиадивизии, а с 1960 по 1963 год — командиром авиадивизии.
В 1963 году генерал-майор авиации В. М. Безбоков поступил в Военную академию Генерального штаба Вооружённых Сил СССР. После её окончания получил назначение командиром 8-го отдельного тяжёлого бомбардировочного авиационного корпуса ДА (1965—1970). С 1970 по 1980 год — заместитель командующего дальней авиацией. Командующий 30-й Воздушной армией ВГК. В 1985 году генерал-полковник авиации В. М. Безбоков уволен в отставку. 
Умер 3 августа 2000 года. Похоронен в Иркутске на Радищевском кладбище, участок 11а.

## Награды
СССР
- медаль «Золотая Звезда» (№ 8783) Героя Советского Союза (29.06.1945)
- орден Ленина (29.06.1945)
- три ордена Красного Знамени (31.12.1942, 28.09.1943, 22.02.1968)
- два ордена Отечественной войны I степени (29.02.1944, 11.03.1985)
- три ордена Красной Звезды (в том числе 26.10.1955, 14.05.1956)
- орден «За службу Родине в Вооружённых Силах СССР» III степени (30.04.1975)
  - медали, в том числе:
  - «За отвагу» (20.06.1942)
  - «За боевые заслуги» (15.11.1950)
  - «За оборону Ленинграда»
  - «За оборону Москвы» (26.07.1944)
  - «За оборону Сталинграда»
  - «За оборону Кавказа»
  - «За победу над Германией в Великой Отечественной войне 1941—1945 гг.»
  - «За победу над Японией»
  - «За взятие Кёнигсберга»
  - «За взятие Берлина»
  - «За освобождение Варшавы»
  - «За освобождение Праги»
  - «Ветеран Вооружённых Сил СССР»
  - «За укрепление боевого содружества»
  - «За безупречную службу» I степени

Других государств
- Орден Красного Знамени (ЧССР)
- медали

## Почётные звания
- Заслуженный военный лётчик СССР (16.08.1966)
- Военный лётчик 1-го класса
- Почётный гражданин посёлка Угра Смоленской области (1972)
- Почётный гражданин города Иркутск (2013, посмертно)

## Воинские звания
- Сержант (03.1941)
- Младший лейтенант (25.12.1941)
- Лейтенант (27.07.1942)
- Старший лейтенант (27.07.1943)
- Капитан (27.07.1944)
- Майор (29.01.1949)
- Подполковник (23.04.1952)
- Полковник (21.02.1957)
- Генерал-майор авиации (09.05.1961)
- Генерал-лейтенант авиации (29.04.1970)
- Генерал-полковник авиации (03.02.1984)

## Память
- В 1996 году в Иркутске улица Приморская была переименована в честь Владимира Безбокова. В 2001 году на доме № 10 этой улицы появилась памятная доска[1].
- В Иркутске на доме, где жил Владимир Безбоков, а также на здании Иркутской областной организации РОСТО (ДОСААФ), где он работал, установлены мемориальные доски в его честь[1].
- В 2001 году Иркутскому авиационно-спортивному клубу РОСТО (ДОСААФ) было присвоено имя Владимира Безбокова[1].
- В 2012 году имя «Владимир Безбоков» получил сверхзвуковой дальний бомбардировщик Ту-22М3, находящийся на авиабазе «Белая» в Усольском районе Иркутской области[1].
- С 2021 года в Саратове гимназия № 4 носит имя Владимира Безбокова, а на её здании установлена мемориальная доска[2].